# Institut fédéral de Bahia
L'Institut fédéral de Bahia (en portugais : Instituto Federal da Bahia) est une université publique située à Salvador au Brésil. 